# 学童服
学童服（がくどうふく）とは、小学生が通学用に着用する衣装を指す。制服に近いが、強制ではなく推奨される服装として標準服（ひょうじゅんふく）と呼ばれるものもある。当項目では、特に註釈がない限り、日本における学童服について述べる。

## 制服導入率
ニッケによると、公立小学校の制服導入率（2012年度）の推計は、全国平均は15.6パーセント、東京都は2.5パーセント、大阪府は34.5パーセントとなっている。導入率が高いのは「繊維産業の盛んな地域」であるという。

## 多様化
福岡県みやま市の瀬高地域（旧・山門郡瀬高町）にある3か所の小学校を統合して設置されたみやま市立瀬高小学校では、2020年（令和2年度）の開校とあわせて「制服選択制」の導入が確認されており、同小学校に入学する新入生（1年生）は新しい制服を着用し、2年生以上の児童は制服の更新（買い替え）まで統合前各校の制服を着用する。
熊本県菊池郡大津町では、7校ある小学校で、令和2年度（2020年4月）以降、児童が着用する標準服・制服について、男女関係なく半ズボンかスカートかを選ぶことができる「選択制」を導入する。
上記の事例は、男子でもスカートを着用することが可能になるということであり、いずれも小学校における制服の大胆な緩和となったことが報じられている。

## 標準服の採用を巡る問題
東京都中央区特認校の泰明小学校では、2018年4月に入学する1年生に対し、イタリアのファッションブランド「アルマーニ」がデザインを監修した新しい標準服への変更を予定した。同校における標準服は学校側が推奨する服装であって着用を強制するものではないが、ほとんどの児童が指定の標準服を着ており、事実上の学校制服となっている。
学校は、2017年9月、入学する児童の保護者説明会で、アルマーニの標準服に変更すると説明したが、2017年11月まで具体的な価格は明示していなかった。2017年10月、中央区教育委員会に「変更の理由が理解できない」といった保護者からの意見が寄せられたため、教育委員会がアルマーニの標準服を採用した理由を学校に確認した。その際、校長は「銀座の中で育てられてきた学校。銀座に誇りを持ち、絆を感じられる標準服にしたかった」と説明していた。
従来の標準服の価格が一式で1万7,000円〜1万9,000円ほどだったのに対し、新標準服で同様なものを揃えると4万円を超え、その他の希望者のみ任意で購入するバッグ、ベスト、セーター、くつ下などを全て購入すると8万円以上となるという。「アルマーニの標準服の価格は最大で8万円を超え、価格が従来の倍以上になった」「保護者が反対している」と報道されたことで疑問や批判の声が相次いだため、中央区教育委員会は2018年2月8日に記者会見を開いた。
また、2018年2月8日の衆議院予算委員会では寺田学によってこの問題が取り上げられるなど、国会においても物議を醸した。寺田は「学校長の考え方一つで決まってしまう。実態を見ながら考えなければいけない」と問題提起した。これに対し、文部科学大臣林芳正は「いろんな考え方があってはいいと思うが、ちゃんとみんなが納得の上で、進んでいくことが望ましい」「決める過程で、保護者などともう少し話をして決められればなという印象を持った」と述べた。さらに、副総理兼財務大臣麻生太郎は「アルマーニの話は初めて聞いたので言いようがないが、はっきり言ったら高いのだろう。結構高いと思う」と述べた。
西日本新聞は2月14日の記事で、2月13日までの間で450件あった区への問い合わせのうち、苦情が多かった一方で、保護者からは「問題ないという合意があった」「騒ぎになり心配だ」といった声も上がっていると報道している。読売新聞によると、2018年2月23日時点で、春の入学予定者60人中54人が採寸と入金を済ませている。朝日新聞によると、2月27日までに全国から中央区に659件の意見が寄せられた。5人の入学辞退者が出たが、残る入学予定者55人が同月27日までに新標準服の注文と支払いを済ませた。同月27日までに学校側と45人の新１年生の保護者の個別面談を終えたが、新標準服への不満の声は特に上がっていないという。2月27日には在校生336人の保護者らを対象とする説明会に98人が出席し、出席者からは「安全・安心に教育を受けられるか」「不審者が校内に侵入するのでは」といった不安の声が出た。新入生全55名がアルマーニの制服を着用して入学したことで、『女性セブン』は2018年4月26日号で「泰明ブランドに憧れて入学させる保護者にとっては、価値の底上げにつながっていたようだ。」「ふたを開けてみれば騒いでいるのは外部だけだったのだ。」と伝えている。